# 아세틸기전이효소

분자의 나머지 R에 결합된 아세틸기의 화학 구조

아세틸기전이효소(영어: acetyltransferase)는 아세틸기를 전달하는 반응을 촉매하는 전이효소의 일종이다. 아세틸트랜스퍼레이스, 트랜스아세틸레이스(영어: transacetylase)라고도 한다.
예는 다음과 같다.
- 히스톤 아세틸기전이효소 (CBPB-결합 단백질 포함)
- 콜린 아세틸기전이효소
- 클로람페니콜 아세틸기전이효소
- 아릴알킬아민 N-아세틸기전이효소
- NatA 아세틸기전이효소
- NatB 아세틸기전이효소

## 같이 보기
- 아실기전이효소
- 아세틸화